# Adenia trilobata
Adenia trilobata là một loài thực vật có hoa trong họ Lạc tiên. Loài này được (Roxb.) Engl. mô tả khoa học đầu tiên năm 1891.